# Дифенилцианарсин
Дифенилцианарсин (Clark II, DC) — боевое отравляющее вещество, относящееся к группе стернитов, которое было открыто в 1918 году итальянцами Стурниоло и Беллицони. Уже в марте того же года немцы применили его на полях Первой мировой войны.

## Свойства
Дифенилцианарсин по химическим свойствам и воздействию на человека аналогичен дифенилхлорарсину, но по обоим показателям уступает последнему. Он менее химически стоек и менее ядовит, однако его минимально действующая концентрация ниже в 10 раз. При концентрации 0,00001 мг/л начинает ощущаться действие дифенилцианарсина, а 0,0005-0,001 мг/л уже не переносима для человека без противогаза. При попадании на кожу вызывает ожоги.